# Richwood (Wirginia Zachodnia)
Richwood – miasto w Stanach Zjednoczonych, w stanie Wirginia Zachodnia, w hrabstwie Nicholas.